# فارسكور
فارسكور هي إحدى مدن محافظة دمياط بجمهورية مصر العربية، وهي قاعدة مركز فارسكور.
وتعد فارسكور من المناطق القديمة المأهولة في مصر، حيث ذكرها ياقوت الحموي في معجمه: «الفارَسكُرْ: من قرى مصر قرب دمياط من كورة الدقهلية.».

## التاريخ
قرية فارسكور من القرى القديمة، حيث وردت باسم «فارسكور» في أعمال الدقهلية ضمن قرى الروك الصلاحي التي أحصاها ابن مماتي في كتاب قوانين الدواوين، كما وردت باسم «فارسكور» في أعمال الدقهلية والمرتاحية ضمن قرى الروك الناصري التي أحصاها ابن الجيعان في كتاب «التحفة السنية بأسماء البلاد المصرية». وفي العصر العثماني وردت باسم «فارسكور» في التربيع العثماني الذي أجراه الوالي العثماني سليمان باشا الخادم في عصر السلطان العثماني سليمان القانوني ضمن قرى ولاية الدقهلية، وفي تاريخ 1228هـ/1813م الذي عدّ قرى مصر بعد المسح الذي قام به محمد علي باشا باسم «فارسكور» ضمن قرى مديرية الدقهلية.

## الأعلام
- رياض السنباطي.
- سعد أردش.
- عبد الرحمن بدوي.
- زاهي حواس.
- ضياء الدين داوود.
- حلمي الحديدي (وزير صحة سابق).
- تاج الدين نوفل.
- سهير البابلي.